# Rezerwat przyrody Buki Mierzei Wiślanej
"Buki Mierzei Wiślanej" – leśny rezerwat przyrody na Mierzei Wiślanej, o powierzchni 7 ha, w Krynicy Morskiej, na terenie Parku Krajobrazowego "Mierzeja Wiślana". Ochronie podlega głównie kwaśna buczyna pomorska (prawie 200-letnie buki, dęby, świerki, brzozy) oraz niewielkie płaty olsów. Sztucznie wprowadzone zostały daglezja zielona, modrzew europejski i sosna wejmutka. Znajdują się tu również stanowiska licznych gatunków roślin podlegających ochronie (m.in. śnieżyczka przebiśnieg). 
Rezerwat został utworzony w 1962 r.
Najbliższe jednostki osadnicze to Przebrno i Młyniska.

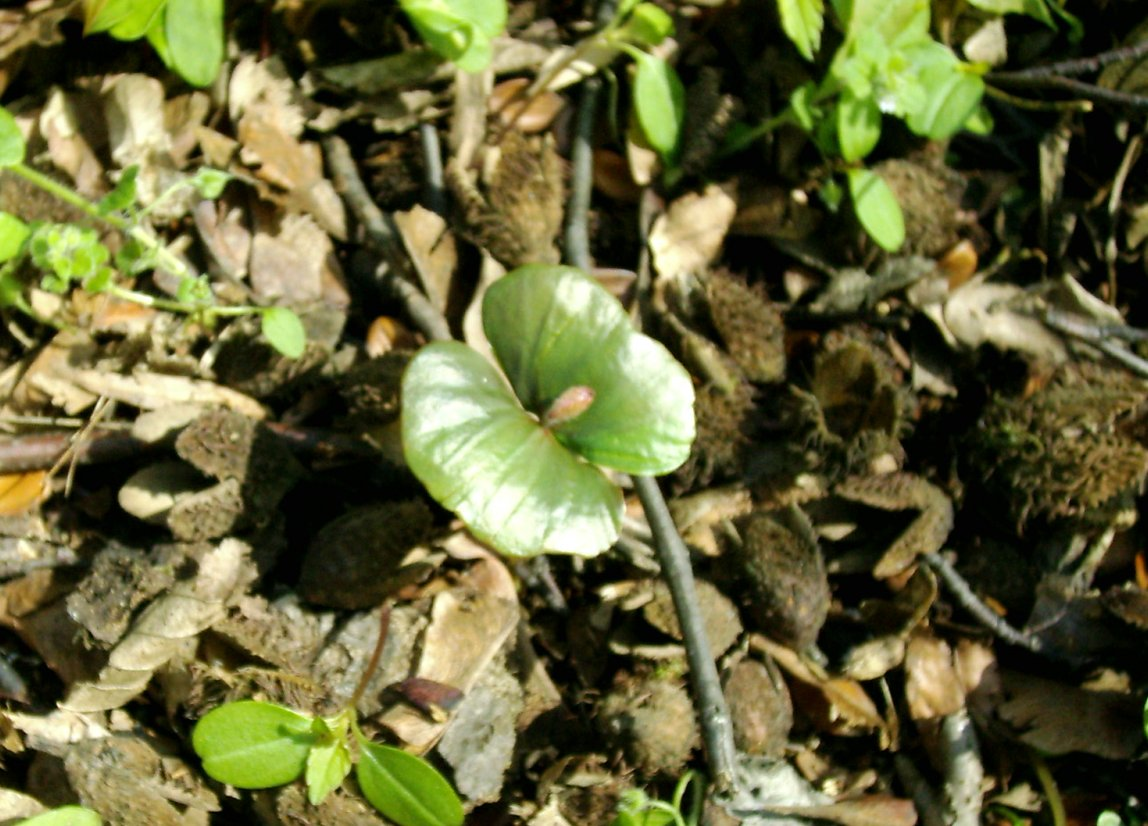
Siewka buka